# Above the Law (gruppo musicale)
Gli Above the Law sono un gruppo musicale gangsta rap statunitense fondato nel 1990 a Pomona, California.

## Storia del gruppo del gruppo
Nel 1990 il gruppo ha pubblicato il primo album, Livin' Like Hustlers, con l'etichetta californiana Ruthless Records di Eazy-E. Le dieci tracce di cui era composto il lavoro sono state prodotte da Cold 187um, Dr. Dre e Laylaw. Gli Above the Law, influenzati da Ice-T, si possono considerare tra i pionieri del suono G-funk: il brano "4 The Funk Of It" estratto dal loro album Vocally Pimpin' fu incoronata come primo brano "G-funk" ad avere successo radiofonico, e nel biennio 1992-1992 il gruppo ha pubblicato l'album Black Mafia Life che è diventato disco d'oro, con produzioni quasi esclusivamente di Cold 187um e da cui sono stati estratti singoli come "Call It What U Want" con Tupac Shakur & Money B, "Never Missin' A Beat", "Pimpology 101" e "V.S.O.P.".
Nel 1994 gli Above The Law hanno pubblicato l'album fortemente g-funk intitolato Uncle Sam's Curse, diventato anch'esso disco di platino, e contenente brani degni di The Chronic di Dre, tra cui "Black Superman", "Concrete Jungle", "G' In Me", "Kalifornia", "Rain Be for Rain Bo" and "Who Ryde". All'album partecipa anche il rapper Kokane. Nel 1996 gli Above The Law hanno lasciato la Ruthless Records per siglare un accordo con la Tommy Boy Records per l'album uscito nel medesimo anno, Time Will Reveal, segnato da brani come "100 Spkes", "Endonesia" e "City Of Angels" con Kid Frost. Infine la band ha pubblicato nel 1998 l'album Legends.
Gli Above The Law sono una delle band più illustri del cosiddetto Inland Empire (zona della California meridionale che comprende Riverside e San Bernardino), e negli anni hanno lavorato con artisti di primissimo piano quali Kokane, Dirty Red, Snoop Doggy Dogg, Bad Azz, Dresta, Jayo Felony, Kurupt, Frost, Kam, Bizzy Bone, Mr. Shadow, MC Ren, Big Syke and WC. Inoltre il suono g-funk del gruppo ha successivamente influenzato star della West Coast come Dr. Dre, Snoop Doggy Dogg e Tupac Shakur.
Il 7 luglio 2012 muore il membro KMG the Illustrator.

## Formazione

### Formazione attuale
- Cold 187um
- Go Mack
- DJ Total K-Oss

### Ex componenti
- KMG the Illustrator

## Discografia
- 1990: Livin' Like Hustlers
- 1991: Vocally Pimpin'
- 1992: Black Mafia Life
- 1994: Uncle Sam's Curse
- 1996: Time Will Reveal
- 1998: Legends
- 1999: Forever: Rich Thugs, Book One
- 2009: Sex, Money & Music